# Copa de Honduras 1968
La Copa de Honduras 1968 fue el primer Torneo de Copa que se disputó en Honduras. El torneo lo ganó el Motagua y la copa reunió a los 10 equipos de la Liga Nacional de Fútbol del país, se dividió en dos grupos de cinco, avanzando los dos primeros a la fase final.

## Equipos participantes
| Departamento      | N.º | Equipos                                         |
| ----------------- | --- | ----------------------------------------------- |
| Francisco Morazán | 4   | Atlético Español Atlético Indio Motagua Olimpia |
| Cortés            | 3   | España Marathón Platense                        |
| Atlántida         | 2   | Victoria Vida                                   |
| Yoro              | 1   | Honduras                                        |

## Primera fase
Clasificaron para las semifinales los dos primeros de cada grupo. En caso de empate de puntos, se tomaba en cuenta la diferencia de goles.

### Grupo A
| Equipo           | Pts. | PJ | PG | PE | PP | GF | GC | Dif |
| ---------------- | ---- | -- | -- | -- | -- | -- | -- | --- |
| Motagua          | 7    | 4  | 3  | 1  | 0  | 9  | 2  | 7   |
| Atlético Indio   | 4    | 4  | 2  | 0  | 2  | 6  | 5  | 1   |
| Victoria         | 4    | 4  | 2  | 0  | 2  | 2  | 7  | -5  |
| Olimpia          | 3    | 4  | 1  | 1  | 2  | 5  | 5  | 0   |
| Atlético Español | 2    | 4  | 1  | 0  | 3  | 3  | 6  | -3  |

### Grupo B
| Equipo   | Pts. | PJ | PG | PE | PP | GF | GC | Dif |
| -------- | ---- | -- | -- | -- | -- | -- | -- | --- |
| España   | 5    | 4  | 2  | 1  | 1  | 7  | 3  | 4   |
| Platense | 4    | 4  | 1  | 2  | 1  | 8  | 7  | 1   |
| Marathón | 4    | 4  | 1  | 2  | 1  | 5  | 5  | 0   |
| Vida     | 4    | 4  | 1  | 2  | 1  | 3  | 4  | -1  |
| Honduras | 3    | 4  | 1  | 1  | 2  | 3  | 7  | -4  |

## Fase final
Curiosamente, en lugar de cruzar a los ganadores y subganadores de cada grupo, las semifinales se jugaron dentro de los contendientes del grupo. En caso de empate en el marcador después de los 90 minutos, el partido se decidió mediante una tanda de penales de tres tiros por equipo, ejecutados por un solo jugador.
|  | Semifinales        | Semifinales        |       |                | Final           | Final           |  |
|  | 15-19 de diciembre | 15-19 de diciembre |       |                | 22 de diciembre | 22 de diciembre |  |
|  |                    |                    |       |                |                 |                 |  |
|  | San Pedro Sula     |                    |       |                |                 |                 |  |
|  | España             | 3                  |       |                |                 |                 |  |
|  | Platense           | 0                  |       |                |                 |                 |  |
|  |                    |                    |       |                |                 |                 |  |
|  |                    |                    |       |                | San Pedro Sula  |                 |  |
|  |                    |                    |       |                | España          | 2 (1)           |  |
|  |                    | Motagua            | 2 (2) |                |                 |                 |  |
|  |                    |                    |       |                |                 |                 |  |
|  |                    |                    |       |                |                 |                 |  |
|  |                    |                    |       |                | Tercer lugar    |                 |  |
|  | Tegucigalpa        | Tegucigalpa        |       | San Pedro Sula | San Pedro Sula  |                 |  |
|  | Motagua            | 1                  |       | Platense       | 1 (3)           |                 |  |
|  | Atlético Indio     | 0                  |       |                | Atlético Indio  | 1 (3)           |  |

### Semifinales
| 15 de diciembre de 1968 | España                                   | 3:0 (1:0) | Platense | Estadio Francisco Morazán, San Pedro Sula |  |
|                         | Marshall 42' · Garden 69' · Greenech 84' |           |          |                                           |  |

| 19 de diciembre de 1968 | Motagua      | 1:0 (0:0) | Atlético Indio | Estadio Nacional, Tegucigalpa |  |
|                         | Baptista 55' |           |                |                               |  |

### Tercer lugar
| 22 de diciembre de 1968                        | Platense                | 1:1 (1:1) (3:3 p.)         | Atlético Indio                      | Estadio Francisco Morazán, San Pedro Sula |  |
|                                                | Brooks 30'              |                            | Montoya 31'                         |                                           |  |
|                                                |                         | Tiros desde el punto penal |                                     |                                           |  |
|                                                | - Garay - Garay - Garay |                            | - Gutiérrez - Gutiérrez - Gutiérrez |                                           |  |
| Platense gana el tercer lugar mediante sorteo. |                         |                            |                                     |                                           |  |

### Final
| 22 de diciembre de 1968 | España                        | 2:2 (0:1) (1:2 p.)         | Motagua                       | Estadio Francisco Morazán, San Pedro Sula |  |
|                         | Greenech 59', 65'             |                            | Baptista 44' · Godoy 61'      |                                           |  |
|                         |                               | Tiros desde el punto penal |                               |                                           |  |
|                         | - Hidalgo - Hidalgo - Hidalgo |                            | - Banegas - Banegas - Banegas |                                           |  |

|                             |
| Motagua Campeón 1.er título |